# Fosse no 6 - 6 bis des mines de Béthune
La fosse no 6 - 6 bis de la Compagnie des mines de Béthune est un ancien charbonnage du Bassin minier du Nord-Pas-de-Calais, situé à Mazingarbe. Commencée un peu plus d'un an après la fosse no 5 et de six mois de la fosse no 7, le fonçage commence le 3 octobre 1874 et la fosse no 6 commence à produire en mars 1876. Le puits no 6 bis est ajouté à partir d'août 1885. La fosse est détruite lors de la Première Guerre mondiale. Lors de la reconstruction, la fosse est reconstruite dans le style architectural de la Compagnie de Béthune, avec deux chevalements en béton armé. Les cités sont reconstruites et étendues, le terril no 51 prend de la hauteur.
La Compagnie des mines de Béthune est nationalisée en 1946, et intègre le Groupe de Béthune. En 1961, la fosse no 6 - 6 bis est concentrée sur la fosse no 13 - 13 bis du Groupe de Béthune, sise à Sains-en-Gohelle, cesse d'extraire, et assure le service et l'aérage jusqu'à sa fermeture en 1964. Les deux puits sont remblayés en 1968, et les chevalements détruits quatorze ans plus tard en 1982. Le terril est intégralement exploité.
Quelques rues sont détruites. Au début du XXIe siècle, Charbonnages de France matérialise les têtes des puits nos 6 et 6 bis. Les cités ont été en partie rénovées. Le site du terril est un espace vert.

## La fosse

### Fonçage

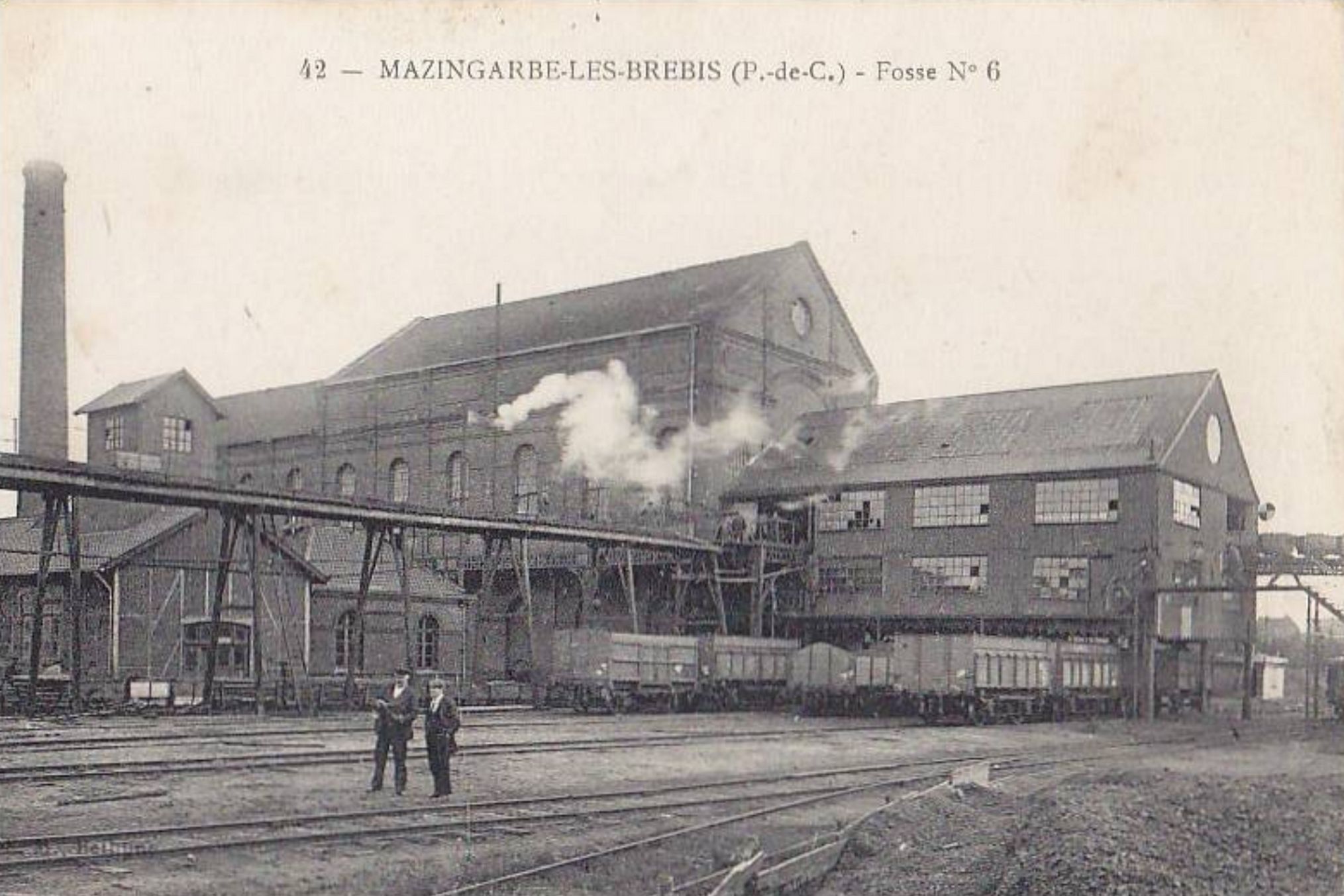
La fosse no 6 - 6 bis vers 1900, le petits puits no 6 bis, le puits no 6 à droite.

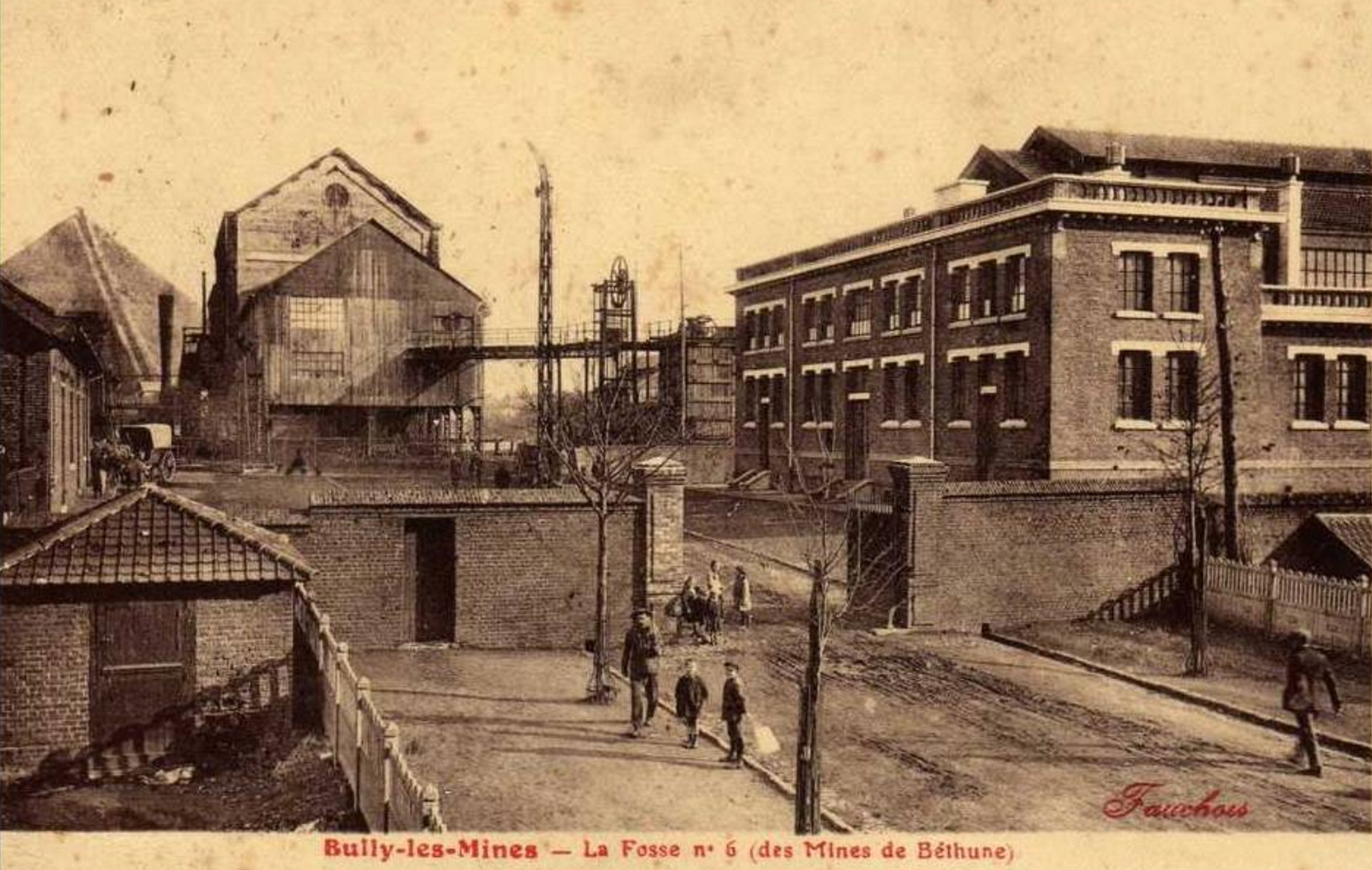
La fosse no 6 - 6 bis vue depuis son entrée.

La fosse no 6 est commencée le 3 octobre 1874 par la Compagnie des mines de Béthune à Mazingarbe, à 1 700 mètres du clocher du village, et à 1 200 mètres du chocher de Grenay, le long de la ligne de Bully - Grenay à La Bassée - Violaines, à 2 105 mètres au sud-sud-ouest de la fosse no 3.
Le puits est situé à l'altitude de 51,77 mètres,. Le niveau d'eau est passé sans difficultés, la venue d'eau maximale a été de 192 hectolitres à l'heure, vers la profondeur de 77 mètres. Le diamètre utile est de 4,50 mètres. Le terrain houiller est atteint à la profondeur de 144 ou 145 mètres.

### Exploitation
La fosse no 6 entre en exploitation en mars 1876,. La machine d'extraction développe une force de 450 chevaux. Les terrains sont peu réguliers. La fosse no 6 est mise en communication en 1877 avec la fosse no 1, sise à Bully-les-Mines à 1 246 mètres au sud-sud-ouest.
Le puits no 6 bis est commencé en août 1885 à 28,75 mètres au nord du puits no 6. Son diamètre utile est de 3,65 mètres et a été seulement jusqu'à la profondeur de 145 mètres. À ce niveau, il est relié à un bure d'aérage qui descend jusqu'à 365 mètres.
Dans les années 1890, Les accrochages sont établis à 195, 240 et 290 mètres, et le puits no 6 est profond de 401 mètres.
La fosse est détruite lors de la Première Guerre mondiale. Lors de la reconstruction, la fosse est reconstruite dans le style architectural de la Compagnie de Béthune, les deux chevalements sont construits en béton armé, celui du puits no 6 bis reste plus petit que celui du puits no 6.
La Compagnie des mines de Béthune est nationalisée en 1946, et intègre le Groupe de Béthune. Le puits no 6 est accroché à 353 mètres en 1951. La fosse no 6 - 6 bis est concentrée sur la fosse no 13 - 13 bis du Groupe de Béthune, sise à Sains-en-Gohelle à 4 181 mètres à l'ouest-sud-ouest, en 1961, cesse d'extraire, et assure le service et l'aérage jusqu'à sa fermeture en 1964.
Les puits nos 6 et 6 bis, respectivement profonds de 472 et 372 mètres, sont remblayés en 1968. Les chevalements ne sont détruits qu'en 1982.

### Reconversion
Au début du XXIe siècle, Charbonnages de France matérialise la tête de puits. Le BRGM y effectue des inspections chaque année. À la suite du vandalisme incessant, les bureaux sont détruits en 2006, il ne reste rien de la fosse.

## Le terril
50° 27′ 30″ N, 2° 43′ 56″ E
Le terril no 51, 6 de Béthune, disparu, situé à Mazingarbe et Grenay, de l'autre côté de la ligne de Bully - Grenay à La Bassée - Violaines, était le terril conique de la fosse no 6 - 6 bis des mines de Béthune. Il était situé au sud-ouest du terril no 58, et a été intégralement exploité, alors qu'il était haut de 85 mètres,.

## Les cités
De vastes cités ont été établies de part et d'autre de la fosse.
L'église Sainte-Barbe, construite en 1875, a été démolie en 1982.